# Атбой
Атбой (на ирландски: Baile Átha Buí – Балъ Аахъ Бии; на английски: Athboy) е град в североизточната част на Ирландия. Намира се в графство Мийт на провинция Ленстър на 18 km западно от административния център на графството град Наван. Разположен е около река Йелоу Форд. Основен отрасъл на икономиката на града е селското стопанство. Имал е жп гара от 26 февруари 1864 г. до 1 септември 1954 г. Населението му е 2213 жители от преброяването през 2006 г. 